# Albaner in Deutschland
Der Begriff Albaner in Deutschland (albanisch Shqiptarët në Gjermani) ist nicht eindeutig definiert. Teilweise werden damit diejenigen Einwohner Deutschlands gemeint, die sich als ethnische Albaner aus Albanien, dem Kosovo, Nordmazedonien, Serbien oder auch aus Griechenland verstehen.
Sie können Staatsbürger Deutschlands, Albaniens, einer der Nachfolgerepubliken Jugoslawiens oder eines weiteren Staates sein.
In einem anderen, auf Staatsangehörigkeiten fokussiertem Verständnis handelt es sich nur um Staatsbürger Albaniens, unabhängig von der Ethnie, der sie sich zurechnen, womit in Albanien lebende Roma, Slawen, Griechen oder Walachen miteinbezogen werden.

## Geschichte
Die ersten ethnischen albanischen Migranten kamen als jugoslawische Arbeitsmigranten aus dem Anwerbestaat Jugoslawien nach Deutschland.
1990 flohen mehr als 3.000 albanische Staatsbürger vor dem kommunistischen Regime Albaniens in die Deutsche Botschaft Tirana und durften wenig später als Botschaftsflüchtlinge über Italien nach Deutschland weiterreisen.
Während des Kosovokrieges 1999 kamen relativ viele Kosovo-Albaner als Asylbewerber nach Deutschland. In Berlin lebten 1999 etwa 23.000 Albaner.  Im Jahr 2015 kam es zu einer weiteren albanischen Einwanderungswelle, als Zehntausende Menschen aus dem Westbalkan nach Deutschland reisten und Asylanträge stellten. In den ersten sechs Monaten des Jahres 2015 ersuchten 31.400 Personen aus dem Kosovo und 22.209 Personen aus Albanien in Deutschland um Asyl, obwohl kaum eine Chance auf Erfolg bestand. Bis Ende Jahr erhöhten sich die Zahlen auf 54.762 Personen aus Albanien und 37.095 Personen aus Kosovo. Neben der hohen Arbeitslosigkeit und Perspektivenlosigkeit wird auch gezielte Desinformation durch Reiseveranstalter und Menschenschmuggler als Ursache für die Masseneinwanderung gesehen. Das Bundesamt für Migration und Flüchtlinge versuchte durch Anzeigen und Medienkampagnen, weitere Albaner von der Ausreise nach Deutschland abzuhalten. Viele verließen Deutschland Monate später wieder freiwillig, während andere abgeschoben wurden und mit einem Einreiseverbot für den Schengen-Raum belegt wurden. Ende Oktober 2015 wurden Albanien, Kosovo und Montenegro zu Sicheren Herkunftsländern erklärt; Mazedonien und Serbien hatten diesen Status schon länger.

## Migrationssituation

Regionale Verteilung der kosovarischen Staatsbürger 2022

Regionale Verteilung der albanischen Staatsbürger 2022

In Deutschland lebten Ende 2016 202.905 Staatsangehörige des Kosovo und 51.550 Staatsangehörige Albaniens, die überwiegend ethnische Albaner sein dürften. Hinzu kommt ein nicht geringer Teil der 95.976 Staatsangehörigen Nordmazedoniens, wo Albaner 25 % der Bevölkerung ausmachen (siehe auch Mazedonier in Deutschland), sowie eine größere Zahl eingebürgerter Albaner. Heute ist die Zahl wegen Rückkehrern in ihre Heimat gesunken. Die Zahl albanischstämmiger Personen in Deutschland liegt bei rund 320.000.
Im Jahr 2015 stellten 54.762 Personen aus Albanien und 37.095 Personen aus dem Kosovo Antrag auf Asyl in Deutschland (siehe Text oben).

## Religion
Die in Deutschland lebenden Albaner sind überwiegend Muslime. Daneben gibt es auch Christen, vornehmlich albanisch-orthodoxe und katholische. 1993 gründeten die albanischen Muslime in Hamburg die Union der Islamisch-Albanischen Zentren in Deutschland (UIAZD).

## Bekannte Albaner und albanischstämmige Personen in Deutschland
- Orhan Ademi, Fußballspieler
- Enis Alushi, Fußballspieler
- Fatmire Alushi (geboren Bajramaj), Fußballspielerin
- Donis Avdijaj, Fußballspieler
- Ilir Azemi, Fußballspieler
- Florijon Belegu, Fußballspieler
- Mërgim Berisha, Fußballspieler
- Ardian Bujupi, Sänger
- Miriam Cani, Sängerin
- Tim Civeja, Fußballspieler
- Beqë Cufaj, Schriftsteller
- Blerim Destani, Nachwuchsschauspieler und Filmproduzent
- Arianit Ferati, Fußballspieler
- Gentiana Fetaj, Fußballspielerin
- Hanife Gashi, Buchautorin
- Senad Gashi, Boxer
- Valdet Gashi, Thaiboxer und Terrorist
- Jürgen Gjasula, Fußballspieler
- Klaus Gjasula, Fußballspieler
- Brajan Gruda, Fußballspieler
- Besar Halimi, Fußballspieler
- Benjamin Idriz, islamischer Prediger
- Besim Kabashi, Kickboxer
- Luan Krasniqi, Boxer im Schwergewicht
- Robin Krasniqi, Boxer
- Ferdinand Laholli, Dichter
- Altin Lala, Fußballspieler
- Mergim Mavraj, Fußballspieler
- Mira Mezini, Informatikerin, Professorin an der TU Darmstadt
- Shkodran Mustafi, Fußballspieler
- Besar Nimani, Boxer
- Burim Osmani, Unternehmer
- Leart Paqarada, Fußballspieler
- Fanol Përdedaj, Fußballspieler
- Valdet Rama, Fußballspieler
- Zana Ramadani, Menschenrechtsaktivistin
- Elvis Rexhbeçaj, Fußballspieler
- Bajram Sadrijaj, ehemaliger Fußballspieler
- Enxhi Seli-Zacharias, Politikerin (AfD), MdL NRW
- Meritan Shabani, Fußballspieler
- Valmir Sulejmani, Fußballspieler
- Igli Tare, Fußballspieler und Teammanager von Lazio Rom
- Arid Uka, Terrorist
- Eroll Zejnullahu, Fußballspieler
- Edon Zhegrova, Fußballspieler

- Azet, Rapper
- Colos, Rapper
- Dardan, Rapper
- Gent, Rapper
- Leon Machère, YouTuber und Rapper